# Saltazaur
Saltazaur (Saltasaurus) to rodzaj zauropoda, którego nazwa oznacza "jaszczur z Salta". Saltazaur w porównaniu z innymi zauropodami był mały, jednak w porównaniu z człowiekiem i współczesnymi zwierzętami lądowymi jest olbrzymem. Saltazaur charakteryzował się głową podobną od głowy diplodoka i tępymi zębami leżącymi w tyle pyska. Jego ciało było pokryte kostnymi tarczami zwanymi osteodermami. Był pierwszym zauropodem u którego stwierdzono obecność takich struktur. Kiedy zostały one po raz pierwszy znalezione z dala od szkieletów saltazaurów uznano je za należące do ankylozaurów. Nazwa saltazaur jest czasami błędnie wymawiana, nawet przez paleontologów jako "saltozaur". Saltazaur może być mylony z saltopusem i saltoposuchem, ze względu na podobną nazwę. Saltazaur występował w późnej kredzie ok. 80-65 mln lat temu na terenach Argentyny i Urugwaju (Ameryka Południowa).

## Opis
Saltazaur został opisany przez Joségo Bonaparte i Jaime’a E. Powella w 1980. Zwierzę to mogło osiągać do 12 m długości i 7-8 t wagi. Tak jak inne zauropody saltazaur był roślinożerny. Jego nazwa pochodzi od Salta – regionu północno-zachodniej Argentyny gdzie po raz pierwszy znaleziono szczątki tego dinozaura. Obecnie jego skamieliny są znane także z Urugwaju. Obecnie uznaje się, że do rodzaju Saltasaurus należy tylko jeden gatunek – S. loricatus, tymczasem S. australis (oryginalnie Titanosaurus) uważa się za synonim Neuquensaurus australis. Podobnie S.robustus jest obecnie uważany za synonim S. loricatus. Niektóre płytki kostne przypisywane do saltazaura zdradzają obecność kolców (potwierdzoną ją u zauropoda o nazwie Agustinia), ale nie ma wystarczającej ilości materiału kopalnego, aby potwierdzić tę teorię.
Materiał kopalny
S. loricatus (Bonaparte i Powell, 1980) – sześć niekompletnych szkieletów, kręgi i kończyny być może należące do trzech okazów (wcześniej przypisane do S. robostus, uważanego obecnie za synonim S. loricatus)
S. robostus (Huene, 1929) = S. loricatus – kręgi i kości kończyn, być może należące do trzech okazów
S. australis (Powell, 1986) = Neuquensaurus australis – co najmniej dziesięć szkieletów

## Saltazaur a spojrzenie na zauropody
O ile w Ameryce Północnej w kredzie zauropody przestały być dominującymi roślinożercami i zaczęły wymierać, ustępując miejsca hadrozaurom (dinozaurom kaczodziobym), o tyle w Afryce i Ameryce Południowej dalej utrzymywały tę pozycję i same szczególnie tytanozaury były liczne. Saltazaur był pierwszym zauropodem, u którego stwierdzono coś w rodzaju pancerza (u saltazaura nieco przypominał on ten krokodyla). Osteodermy saltazaur miały 10–12 cm średnicy. Wcześniej uważano, że zauropody nie posiadały pancerza, a ich jedyną obroną były ich wielkie rozmiary ciała, które sprawiały, że tylko nieliczne drapieżniki były w stanie im zagrażać. Od czasu odkrycia saltazaura uważa się, że niektóre zauropody też mogły je posiadać. Badacze odnaleźli również jaja saltazaura, co pozwoliło lepiej poznać rozród zauropodów.

## Jaja
Jaja tytanozaura odkrył zespół paleontologów dowodzony przez Luisa Chiappe'a w 1997. Odkrycia tego dokonano w okolicach Auca Mahuevo (Patagonia, Argentyna). Owe jaja miały 11–12 cm długości i zawierały sfosylizowane kompletne embriony z odciskami skóry. Jak wynika ze znalezisk, kilka samic wykopywało dziurę, w której następnie składały jaja, układały je i przykrywały roślinami. To świadczy o zachowaniach stadnych saltazaurów, które mogły chronić swe lęgi przed drapieżnikami.